# 路易·卡拉瓦克

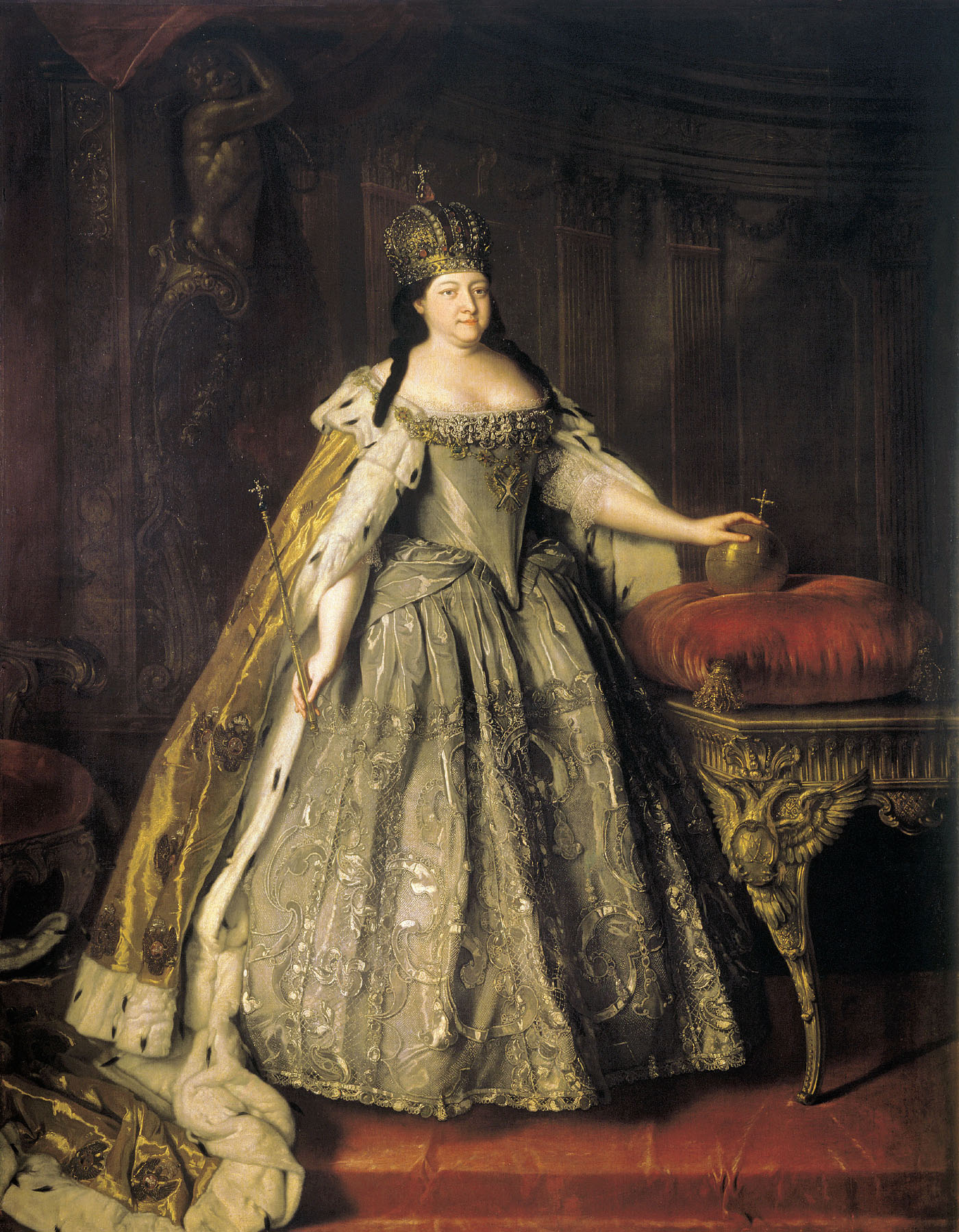
皇后安娜·伊凡诺芙娜·罗曼诺娃的肖像，1730年创作。现藏于莫斯科的特列季亚科夫画廊。

路易·卡拉瓦克（英語：Louis Caravaque，法語發音：[lwi kaʁavak]；1684年1月31日—1754年6月9日）是一名法国的肖像画家。

## 生平
1684年出生于法国加斯科涅。他在加斯科涅长大，在接受了作为一名画家的培训后，他去了俄罗斯并在那里他度过了他的余生。他于1716年画了彼得大帝的肖像，于1723年画了沙皇的肖像，随后又画了皇后安娜·伊凡诺芙娜·罗曼诺娃和伊丽莎白·彼得罗芙娜·罗曼诺娃等俄国王室成员的肖像。一些肖像现藏于特列季亚科夫画廊和圣彼得堡的冬宫。
1754年在俄罗斯圣彼得堡逝世。

## 画廊

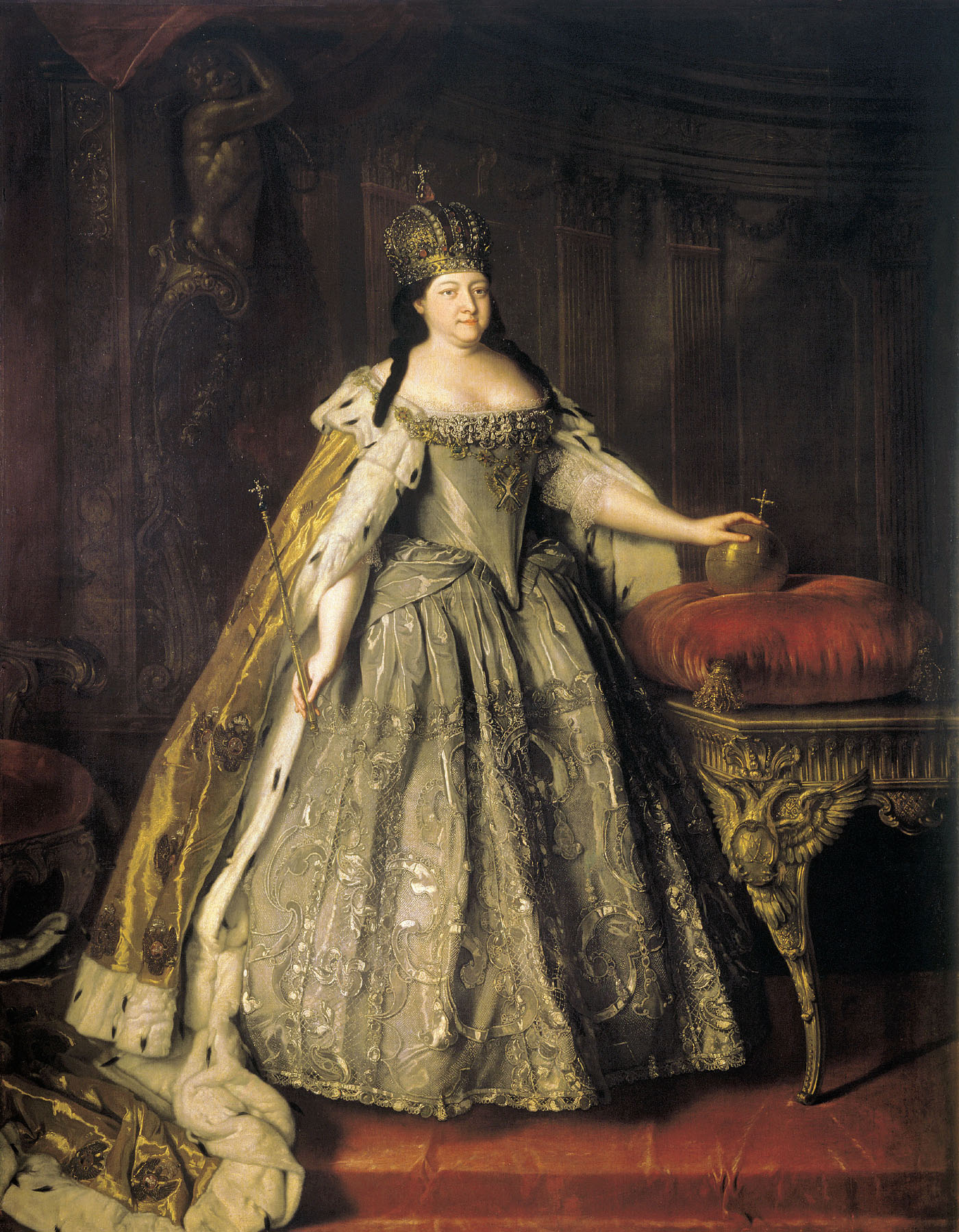
皇后安娜·伊凡诺芙娜·罗曼诺娃的肖像，1730年创作。现藏于莫斯科的特列季亚科夫画廊。
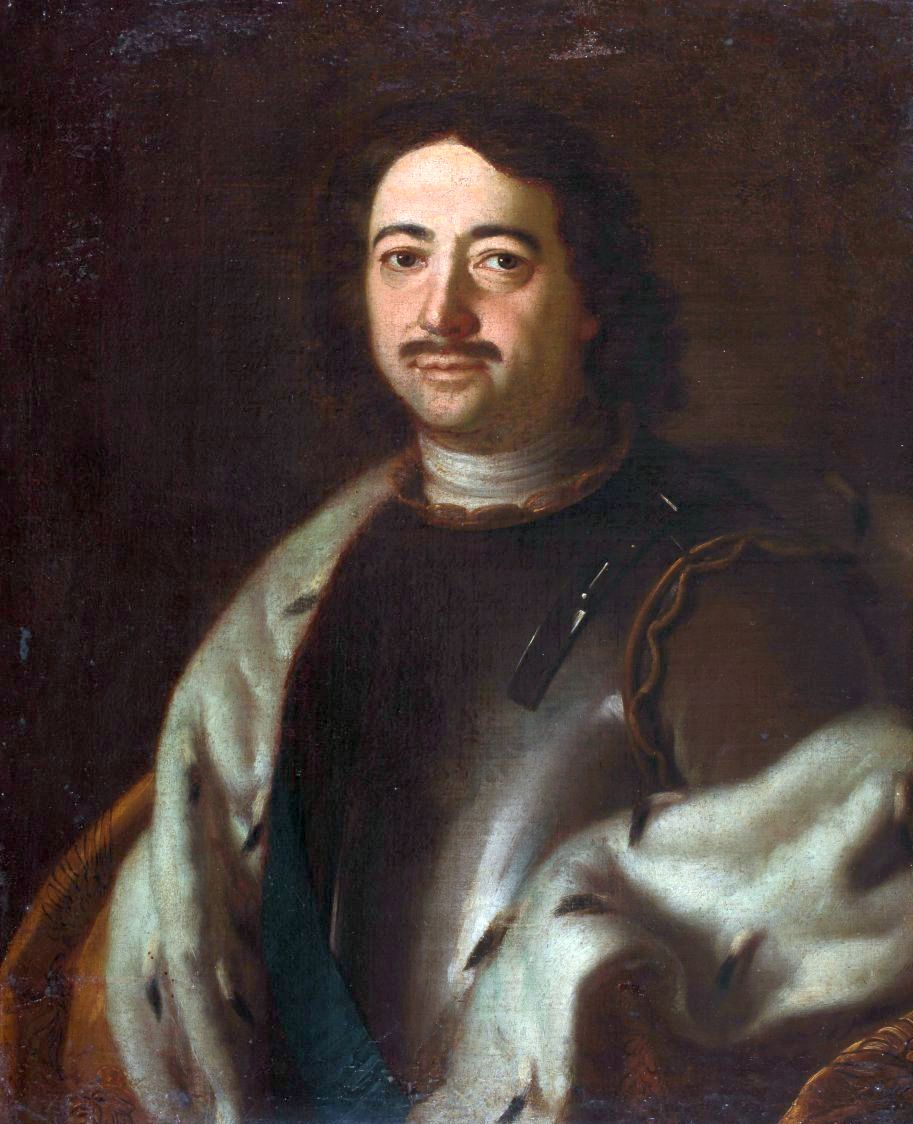
彼得大帝的肖像
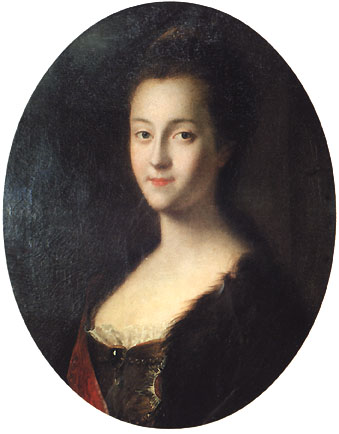
1745年叶卡捷琳娜二世的肖像，现藏于加特契纳宫
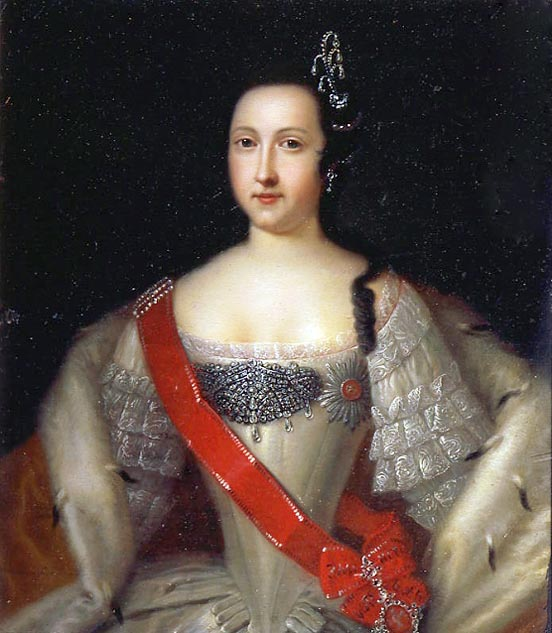
1733年女皇安娜·伊凡诺芙娜·罗曼诺娃的肖像
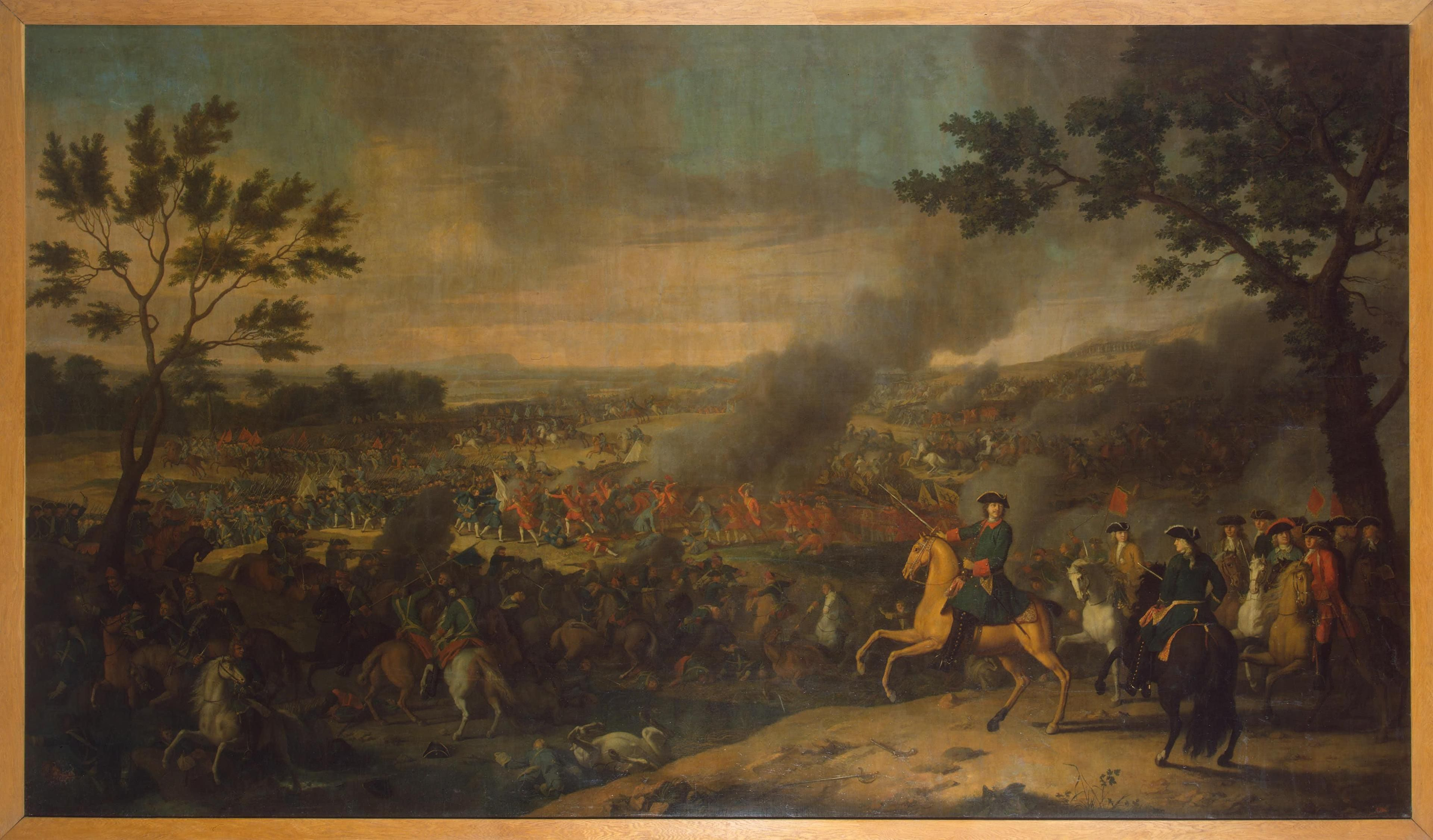
彼得大帝在波尔塔瓦战役